# Hermann Bahner

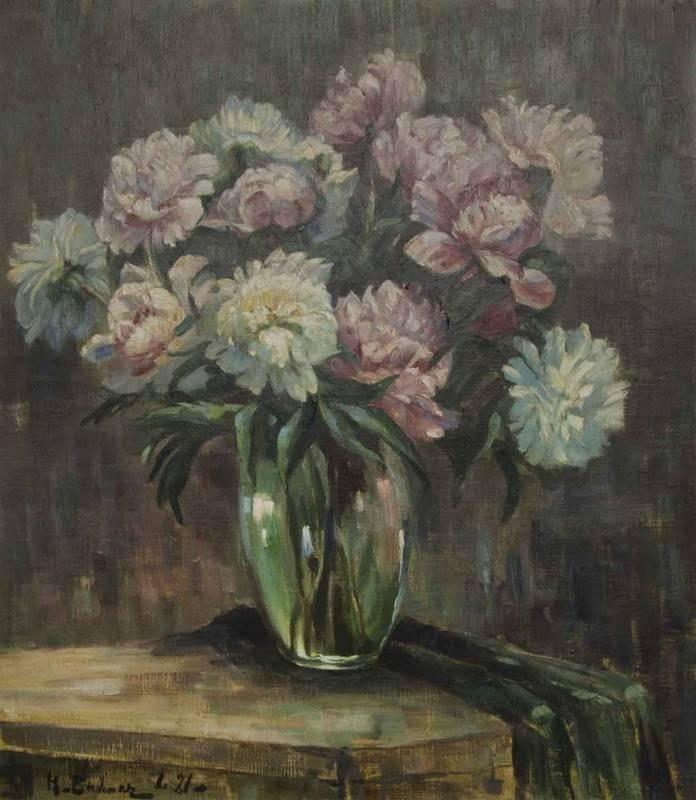
Stillleben mit Päonien 1921

Hermann Bahner (* 6. September 1867 in Kaiserswerth; † 7. Mai 1938 in Langen) war ein deutscher Maler der Düsseldorfer Schule.

## Leben und Wirken
Hermann Bahner wurde 1867 in Kaiserswerth geboren (heute Teil von Düsseldorf). In seiner Jugend erlernte er den Beruf des Apothekers, übte diese Tätigkeit jedoch nie aus. Er studierte an der Kunstakademie in Düsseldorf. Er studierte ferner von 1890 bis 1892 als Privatschüler bei Olof Jernberg.

### Reisen
Künstlerische Erfahrungen sammelt Bahner auf verschiedenen Kunstreisen.
In der Zeit zwischen 1888 und 1896 bereiste er häufig die Niederlande, insbesondere Katwijk, aber auch Dordrecht.
Diese Schaffensperiode ist geprägt von Gemälden, die vorwiegend Segelschiffe, Dünenlandschaften, Grachten und Schafherden zeigen. Weitere Kunstreisen führten ihn in den Mittelmeerraum, u. a. nach Ägypten, Griechenland, Italien und Syrien.

### Wohnsitze in Hessen
1901 siedelte er nach Hessen um. Dort lebte und arbeitete er u. a. in Willingshausen, Bensheim, Oberursel, Schotten und Langen. Bereits 1910 hielt er sich in Langen anlässlich des Zarenbesuches auf, dann ließ er sich endgültig dirt nieder und erwarb 1919 das sogenannte „Bügeleisenhaus“ an der Bahnstraße 86. Er zog zusammen mit seiner Frau dort ein. Dort richtete er auch sein Atelier ein. Seitdem Bahner nach Hessen übergesiedelt war, spezialisierte er sich auf Wald- und Ortsansichten, sowie Personengruppen. Er erlangte auf diese Weise internationale Bekanntheit.
Hermann Bahner verstarb am 5. Juli 1938 weitgehend verarmt in Langen.

## Ehrungen
In mehreren deutschen Städten gibt es nach Hermann Bahner benannte Plätze und Straßen, u. a. seit 1968 in Langen (Hermann-Bahner-Straße im Neurott).
Im Jahre 1983 wurde im Alten Rathaus Langen eine ständige Ausstellung mit Gemälden Bahners eingerichtet, die bis heute erweitert wird.

## Ausstellungen

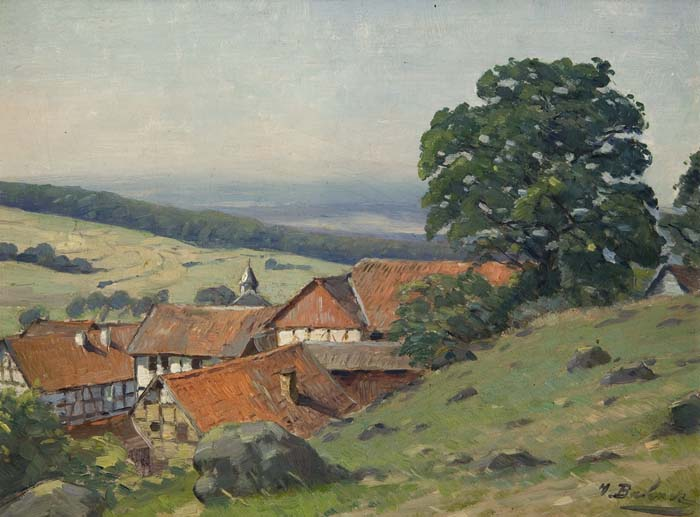
Ansicht von Michelbach/Vogelsberg

- 1904/1905: Wiesbaden, Wanderausstellung des Verbandes der Kunstfreunde in den Ländern am Rhein[6]
- 1980: Retrospektive, Langen
- 2016: Villa Grün, Dillenburg

### Werke in Sammlungen
- Langen, Museum Altes Rathaus[7]
- Langen, Stadtarchiv[8]
- Berlin, Nationalgalerie in Berlin
- Magdeburg, Städtische Kunstsammlung
- Köln, Kunstverein
- Düsseldorf, Kunsthalle
- Darmstadt, Hessisches Landesmuseum
- Speyer, Museum der Pfalz
- Königsberg (Kaliningrad), Kunstgalerie
- Städtischen Galerie Schwalenberg.
- Villa Grün, Dillenburg
- Museum Bensheim, Bensheim